# Guillermo Rubén Bongiorno
Guillermo Rubén Bongiorno (Mar del Plata, 29 juli 1978) is een Argentijns voormalig wielrenner die zijn overwinningen behaalde in sprintetappes.

## Belangrijkste overwinningen
1999
GP Campagnolo
Apertura CC La Nación Mercedes
2000
1e etappe Clásica del Oeste-Doble Bragado
2001
Memorial Vincenzo Mantovani
6e etappe Clásica del Oeste-Doble Bragado
2002
GP Ceda
Circuito Mezzanese
2003
10e etappe Ronde van Langkawi
2004
10e etappe Ronde van Langkawi
2005
2e en 6e etappe Ronde van Langkawi
1e etappe (deel A) Internationale wielerweek
Ronde van Reggio Calabria
1e etappe Wielerweek van Lombardije
2e etappe (deel A) Brixia Tour
1e etappe Regio Tour International
GP van Modena
2006
2e etappe Ronde van Langkawi
2008
1e etappe Ronde van Turkije
1e en 4e etappe Ronde van Denemarken
2009
7e etappe Ronde van San Juan
2011
Proloog Ronde van San Juan

## Resultaten in voornaamste wedstrijden
| Jaar | Ronde van Italië | Ronde van Frankrijk | Ronde van Spanje |
| ---- | ---------------- | ------------------- | ---------------- |
| 2003 | opgave           |                     |                  |

| Jaar | Milaan-San Remo |  | WK op de weg |
| ---- | --------------- |  | ------------ |
| 2005 | 92e             |  | 108e         |

## Ploegen
- 2003-Panaria-Fiordo
- 2004-Panaria-Margres
- 2005-Panaria-Navigare
- 2006-Panaria-Navigare
- 2007-Ceramica Panaria
- 2008-CSF Group-Navigare
- 2009-CSF Group-Navigare
- 2010-Zheroquadro Radenska
- 2011-Amore & Vita (tot 31/07)
- 2014-Sprint Haupt